# Musikåret 2019

## Händelser
- 1 mars - Post Malone uppträder på Globen, Stockholm.[1]
- 4 mars - Nicki Minaj uppträder på Globen, Stockholm.[2]
- 9 mars - Låten "Too Late for Love" med John Lundvik vinner Melodifestivalen 2019.[3]
- 2 maj - Swedish House Mafia uppträder på Tele2 Arena, Stockholm.[4]
- 16 maj - Rod Stewart uppträder på Globen, Stockholm.[5]
- 18 maj – Duncan Laurences låt Arcade vinner Eurovision Song Contest för Nederländerna i Tel Aviv, Israel.
- 30 maj - Lenny Kravitz uppträder på Gröna Lund, Stockholm.[6]
- 2 juni - Backstreet Boys uppträder på Globen, Stockholm[7]
- 5 juni - Bon Jovi uppträder på Tele2 Arena, Stockholm, konserten blir kritiserad för dåligt ljud.[8]
- 8 juni - Eagles uppträder på Tele2 Arena, Stockholm.[9]
- 26 juni - Bob Dylan uppträder på Globen, Stockholm.[10]
- 5 juli - ASAP Rocky häktas i Stockholm misstänkt för misshandel. Han släpps inte fri förrän den 2 augusti och blir dömd till villkorligt och skadestånd på 12 500 kr.[11]
- 3 augusti - P!nk uppträder på Tele2 Arena, Stockholm.[12]
- 30 augusti - Kraftwerk uppträder på Liseberg, Göteborg.[13]
- 7 oktober - Ariana Grande uppträder på Globen, Stockholm.[14]
- 17 oktober - Cher uppträder på Friends Arena, Stockholm.[15]
- 5 december - Tidningen Rolling Stone publicerar sin lista över 2010-talets bästa låtar. Robyns låt Dancing on My Own hamnar på plats nr. 1.[16]

## Priser och utmärkelser
- 19 januari: P3 Guldgalan[17]
- 28 januari: Guldbaggegalan (Bästa Originalmusik): Johan Testad[18]
- 7 februari: Grammisgalan[19]
- 15 februari: Manifestgalan[20]
- 24 februari: Oscarsgalan (Bästa filmmusik) - Ludwig Göransson[21]
- 6 mars: Lars Gullin-priset – Ann-Sofie Söderqvist[22]
- 28 mars: Birgit Nilsson-stipendiet – Joel Annmo[23]
- 24 april: Léonie Sonnings musikpris – Hans Abrahamsen[24]
- 2 maj: Litteris et Artibus - Erland Hagegård, Bengt Krantz[25]
- 11 juni: Polarpriset – Grandmaster Flash och Anne-Sophie Mutter samt stiftelsen Playing for change[26]
- 16 oktober: Ulla Billquist-stipendiet – Klara och Johanna Söderberg (First Aid Kit)[27]
- 24 oktober: Thore Ehrling-stipendiet - Ann-Sofie Söderqvist

## Årets album
Vänligen sortera soloartister på efternamn, musikgrupper på förstabokstaven (utan engelskans "The" och "A")

### A–G
- Joel Alme - Bort Bort Bort[28]
- Amason - Galaxy I[29]
- Arre! Arre! - Tell Me All About Them[30]
- Avicii - Tim[31]
- Beck - Hyperspace[32]
- Big Thief - U.F.O.F.[33]
- The Black Keys – Let's Rock[34]
- Bob hund - 0-100[35]
- Nick Cave & The Bad Seeds - Ghosteen[36]
- Leonard Cohen - Thanks for the Dance (postumt)[37]
- Lana Del Rey  – Norman Fucking Rockwell![38]
- DIIV - Deceiver [39]
- Diskoteket - Lust och tomhet
- Doktor Kosmos - Hej Alla Barn![40]
- Billie Eilish – When We All Fall Asleep, Where Do We Go?[41]
- Flight of the Conchords - Live in London
- Franska Trion - Dom ensammas planet[42]
- Liam Gallagher – Why Me? Why Not.[43]
- A Giant Dog - Neon Bible
- Ariana Grande - Thank You Next![44]
- Rigmor Gustafsson – Come Home[45]

### H–R
- Hellsingland Underground – A Hundred Years is Nothing[46]
- Honungsvägen - Honungsvägen[47]
- Melissa Horn – Konstgjord andning[48]
- Hurula - Klass[49]
- Sarah Klang - Creamy Blue[50]
- Tove Lo – Sunshine Kitty[51]
- Erik Lundin - Zebrapojken[52]
- Lätta fötter, Blåa knän - Tala Allvar[53]
- Madonna – Madame X[54]
- Veronica Maggio – Fiender är tråkigt[55]
- Van Morrison – Three Chords & the Truth[56]
- The National – I Am Easy to Find[57]
- Sara Parkman - Vesper[58]
- Orville Peck - Pony[59]
- Britta Persson – Folk – dikt och toner om personer[60]
- Caroline Polacheck - Pang[61]
- Iggy Pop – Free[62]
- Pet Shop Boys - Agenda
- David Ritchard - Brobrännaren[63]

### S–Ö
- Molly Sandén - Det bästa har kanske inte hänt än[64]
- ShitKid - [DETENTION][65]
- Solange - When I Get Home[66]
- Bruce Springsteen - Western Stars[67]
- Stormzy - Heavy Is The Head[68]
- Harry Styles - Fine Line[69]
- Taylor Swift - Lover[70]
- Södra Bergens Balalaikor – Geten och evigheten[71]
- Tegan and Sara – Hey, I'm Just Like You
- Kae Tempest - The Book of Traps and Lessons
- Vampire Weekend – Father of the Bride[72]
- Vånna Inget - Utopi[73]
- Kanye West - Jesus is King[74]
- Weyes Blood - Titanic Rising[75]
- The Who – Who[76]
- Willemark Knutsson Öberg – Svenska låtar[77]
- Nilüfer Yanya - Miss Universe[78]

## Årets singlar och hitlåtar
- Amason - Marry Me Just For Fun
- Ava Max - So Am I
- Avicii - SOS
- Billie Eilish - Bad Guy
- Einár - Katten i trakten
- Ariana Grande - 7 rings
- Lewis Capaldi - Someone You Loved
- Lil Nas X - Old Town Road
- Orville Peck - Dead of Night
- Molly Sandén - Rosa himmel
- Harry Styles - Watermelon Sugar
- Shawn Mendes & Camila Cabello - Senorita
- Tones and I - Dance Monkey
- Vampire Weekend - Harmony Hall
- Kanye West - Follow God

## Jazz
- Chris Potter - Circuits[79]
- Thomas T Dahl - Quilter

## Klassisk musik
- Stefan Prins – Augmented
- Johann Sebastian Bach – Bach to the Future
- Giorgio Netti – necessità d'interrogare il cielo
- Lisa Streich – Augenlieder
- Mieczysław Weinberg – Symphonies Nos. 2 and 21
- Kurt Sander – The Divine Liturgy of St. John Chrysostom
- Avner Dorman – Letters from Gettysburg

## Avlidna

### Januari
- 1 januari - Regi Young, 66, amerikansk sångare, låtskrivare och gitarrist - ex. fru till Neil Young.[80]
- 2 januari - Daryl Dragon, 76, amerikansk keyboardist i Captain & Tennille och The Beach Boys.[81]
- 5 januari – Eric Haydock, 75, brittisk basist i The Hollies.[82]
- 10 januari - Kevin Fret, 24, puertoricansk rappare.[83]
- 15 januari - Carol Channing, 97, amerikansk musikalartist.[84]
- 23 januari - Oliver Mtukudzi, 66, zimbabwisk gitarrist.[85]
- 26 januari - Michel Legrand, 86, fransk kompositör.[86]
- 29 januari - James Ingram, 66, amerikansk sångare.[87]

### Februari
- 9 februari - Cadet (Blaine Cameron Johnson), 28, brittisk rappare.[88]
- 11 februari - Olli Lindholm, 54, finländsk sångare i Yö.[89]
- 21 februari – Peter Tork, 77, amerikansk basist i The Monkees.[90]
- 21 februari - Jackie Shane, 78, amerikansk sångare.[91]
- 25 februari – Mark Hollis, 64, brittisk sångare, musiker och låtskrivare i Talk Talk.[92]
- 26 februari - Andy Anderson, 68, brittisk trumslagare i The Cure.[93]
- 28 februari - André Previn, 89, tyskamerikansk pianist och kompositör.[94]

### Mars
- 4 mars - Keith Flint, 49, brittisk sångare och frontman i The Prodigy.[95]
- 5 mars - Thommy Larsson, 45, svensk trumslagare i Franska Trion.[96]
- 11 mars - Hal Blaine, 90, amerikansk trumslagare.[97]
- 16 mars – Dick Dale, 81, amerikansk gitarrist, surfrockpionjär.[98]
- 17 mars - Bernie Tormé, 66, irländsk gitarrist.[99]
- 17 mars - Andre Williams, 82, amerikansk sångare.[100]
- 22 mars – Scott Walker, 76, brittisk sångare och låtskrivare.[101]
- 26 mars - Ranking Roger, 56, brittisk sångare.[102]
- 27 mars - Stephen Fitzpatrick, 24, brittisk sångare och gitarrist i Her's.[103]
- 27 mars - Audun Laading, 25, norsk basist i Her's.[103]
- 31 mars – Britt Damberg, 82, svensk jazz- och schlagersångare (Melodifestivalen 1960).[104]
- 31 mars - Nipsey Hussle, 33, amerikansk rappare.[105]

### April
- 5 april - Shawn Smith, 53, amerikansk sångare och keyboardist.[106]
- 6 april – Mona Grain, 77, svensk revyartist och sångare (Melodifestivalen 1960, 1962 och 1963).[107]
- 7 april - Erling Kølner Jensen, 50, dansk gitarrist i Cartoons.[108]
- 10 april - Earl Thomas Conley, 77, amerikansk countryartist.[109]
- 13 april – Leo Berlin, 91, finländsk-svensk violinist.[110]
- 13 april - Paul Raymond, 73, brittisk gitarrist i UFO.[111]
- 15 april - Les Reed, 83, brittisk låtskrivar åt bl.a. Tom Jones.[112]
- 30 april - Boon Gould, 64, brittisk gitarrist i Level 42.[113]

### Maj
- 9 maj - Freddie Starr, 76, brittisk komiker och sångare.[114]
- 11 maj - Peggy Lipton, 72, amerikansk skådespelare och sångare.[115]
- 13 maj – Doris Day, 97, amerikansk skådespelare och sångare.[116]
- 30 maj - Leon Redbone, 69, amerikansk sångare och jazzgitarrist.[117]
- 31 maj – Roky Erickson, 71, amerikansk rockmusiker, frontfigur i 13th Floor Elevators.[118]

### Juni
- 6 juni – Dr. John, 77, amerikansk sångare, pianist och kompositör.[119]
- 9 juni - Bushwick Bill, 52, jamaicansk-amerikansk rappare i Geto Boys.[120]
- 13 juni - Nature Ganganbaigal, 29, kinesisk multiinstrumentalist och sångare i Tengger Cavalry.[121]
- 19 juni - Philippe Zdar, 52, fransk elektronisk musiker och producent i Cassius.[122]
- 23 juni – Dave Bartholomew, 100, amerikansk låtskrivare.[123]

### Juli
- 6 juli – João Gilberto, 88, brasiliansk musiker.[124]
- 6 juli – Thommy Gustafson, 70, svensk musiker och pianist i Sven-Ingvars.[125][126]
- 16 juli - Johnny Clegg, 66, sydafrikansk sångare och gitarrist.[127]
- 19 juli – Inger Berggren, 85, svensk sångare (Melodifestivalen 1960 och 1962) och skådespelare.[128][129]
- 22 juli – Art Neville, 81, amerikansk musiker i The Meters.[130]

### Augusti
- 7 augusti - David Berman, 52, amerikansk sångare och låtskrivare i Silver Jews.[131]
- 7 augusti - Nicky Wonder, 59, amerikansk gitarrist åt bl.a. Brian Wilson.[132]
- 12 augusti - DJ Arafat, 33, ivoriansk DJ och sångare.[133]
- 14 augusti – Ivo Malec, 94, kroatisk-fransk tonsättare och dirigent.
- 19 augusti – Larry Taylor, 77, amerikansk basist i Canned Heat.[134]
- 26 augusti - Neal Casal, 50, amerikansk gitarrist i Ryan Adams & The Cardinals.[135]

### September
- 10 september - Daniel Johnston, 58, amerikansk sångare och låtskrivare.[136]
- 13 september – Eddie Money, 70, amerikansk sångare, singer/songwriter och skådespelare.[137]
- 15 september – Ric Ocasek, 75, amerikansk musiker och musikproducent.[138]
- 23 september - Robert Hunter, 78, amerikansk gitarrist och låtskrivare i Grateful Dead.[139]
- 28 september - José José, 71, mexikansk sångare.[140]
- 30 september - Jessye Norman, 74, amerikansk operasångerska.[141]

### Oktober
- 1 oktober - Karel Gott, 80, tjeckisk schlagersångare.[142]
- 2 oktober - Barrie Masters, 63, brittisk sångare i Eddie and the Hot Rods.[143]
- 2 oktober - Kim Shattuck, 56, amerikansk basist och sångare i The Muffs och Pixies.[144]
- 5 oktober - Larry Junstrom, 70, amerikansk basist och medgrundare av Lynyrd Skynyrd.[145]
- 6 oktober – Ginger Baker, 80, brittisk trumslagare i Cream.[146]
- 14 oktober - Sulli, 25, sydkoreansk k-pop artist.[147]
- 26 oktober - Paul Barrere, 71, amerikansk gitarrist i Little Feat.[148]
- 31 oktober - Kendra Malia, 37, amerikansk sångerska i White Ring.[149]

### November
- 4 november - Timi Hansen, 67, dansk basist i Mercyful Fate.[150]
- 5 november - Jan Erik Kongshaug, 75 norsk jazzgitarrist och ljudtekniker, grundare av studion Rainbow Studio i Oslo.[151]
- 11 november - Bad Azz (Jamarr Stamps), 43, amerikansk rappare.[152]
- 20 november - Doug Lubahn, 71, amerikansk basist i The Doors.[153]
- 24 november - Goo Hara, 28, sydkoreansk k-popartist.[154]
- 29 november - Irving Burgie, 95, amerikansk låtskrivare ("Day-O (The Banana Boat Song)")[155]

### December
- 8 december - Juice Wrld (Jarad Anthony Higgins), 21, amerikansk rappare.[156]
- 9 december - Marie Fredriksson, 61, svensk sångerska och låtskrivare.[157]
- 13 december - Roy Loney, 73, amerikansk sångare och gitarrist i Flamin' Groovies.[158]
- 18 december - Kenny Lynch, 81, brittisk skådespelare och sångare.[159]
- 24 december - Allee Willis, 72, amerikansk låtskrivare.[160]
- 25 december - Kelly Fraser, 26, kanadensisk låtskrivare och sångerska.[161]
- 25 december - Peter Schreier, 84, tysk operasångare.[162]
- 26 december - Sleepy LeBeef, 84, amerikansk sångare och gitarrist.[163]
- 27 december - Jack Sheldon, 75, amerikansk jazztrumpetare.[164]
- 29 december - Neil Innes, 75, brittisk låtskrivare åt bl.a. Monty Python.[165]